# Nota
Nota - Nationalbibliotek for mennesker med læsevanskeligheder er et statsligt bibliotek under Kulturministeriet, der producerer lydbøger, e-bøger og punktbøger til mennesker, der ikke kan læse almindelig trykt tekst.

## Indmeldelse og brugere
Det er gratis at være indmeldt på Nota. For at blive meldt ind skal man have et dokumenteret synshandicap eller læsehandicap. Notas medlemmers læsevanskeligheder er typisk ordblindhed og synshandicap, men der er også medlemmer med kognitive handicap og fysiske handicap.
Notas ordblinde brugere bliver typisk indmeldt via en læsevejleder eller læsekonsulent, mens blinde brugere indmeldes via synskonsulenter eller øjenlæger. Den tredje brugergruppe er folk med andre handicap. Ofte er de blevet indmeldt af deres praktiserende læge eller en speciallæge. Derudover kan undervisere af Notas medlemmer – eksempelvis folkeskolelærere – få adgang til Notas materialer i forbindelse med undervisningen af Notas medlemmer. Pårørende, bibliotekarer eller andre, der hjælper Notas brugere med at bestille og downloade bøger, kan blive indmeldt på Nota som assistenter og dermed få adgang til at bestille bøger på medlemmets vegne. 

## Nota Bibliotek
Nota er et online bibliotek med mange tusinde forskellige bogtitler. Gennem biblioteket har Notas medlemmer mulighed for at downloade e-bøger og lydbøger. Som medlem af Nota kan man også afspille lydbøger direkte fra Notas afspiller på computer, mobil eller tablet. Man kan derudover læse lokalaviser og landsdækkende dagblade i et tilgængeligt format. 

## Viden om læsevanskeligheder
Udover at være et bibliotek er Nota også et videnscenter. Nota udarbejder forskellige undersøgelser som beskæftiger sig med forskellige emner, der vedrører læsevanskeligheder. På www.nota.dk kan du finde resultaterne. Nota samarbejder også med andre institutioner, blandt andet gennem initiativet ”Projektskolen”, hvor Nota inviterer studerende fra forskellige universiteter til at udvikle viden i samarbejde med Nota.